# Divadélko Pod okapem
Divadélko Pod okapem bylo divadlo malých forem, které vzniklo na začátku šedesátých let 20. století v Ostravě. Založili ho dvacetiletí (a někdy i mladší) studenti Vysoké školy báňské, Pedagogického institutu a ostravských dvanáctiletek.

## Historie

### Rok 1961
Za počátek divadla lze považovat uvedení hry H3PO4 – leptám, leptáš, leptá, které 19. dubna 1961 v Pavilónu P na výstavišti Černá louka uvedlo v té době ještě Kabaretní studio při Hutnické fakultě Vysoké školy báňské. Po nečekaně příznivém ohlasu na tuto hru se její aktéři rozhodli, že založí vlastní scénu, zvolí si nové jméno a najdou jiného zřizovatele.
Za zřizovatele byla vybrána Osvětové beseda v Ostravě 1 a za novou scénu prostory v agitačním domě Atlantik v Hornopolní ulici na Fifejdách, v jehož přízemí se nacházel sál se 150 místy s jevištěm s oponou a klavírem. V těchto prostorách vzniknuvší Divadélko Pod okapem hrálo každý čtvrtek svá představení. První se uskutečnilo 19. listopadu 1961 a byla to kolektivem již dříve uváděná hra H3PO4 – leptám, leptáš, leptá.
Téhož roku se ještě uskutečnila premiéra pásma veršů, songů a balad nazvaná Černá bedýnka, která byla připravená na motivy stejnojmenného díla Ludvíka Aškenazyho.

### Rok 1962
A hned následující rok, konkrétně 22. března 1962, měl premiéru komponovaný písňový kabaret nazvaný Ta rakev. Se hrou se soubor v červenci 1962 účastnil Ústředního kola STM v Plzni a získal zde první cenu pro začínající soubory.

### Rok 1963
Dne 7. února 1963 uvádí divadlo inscenaci poezie Vítězslava Nezvala nazvanou Ještě se ohlédnout. K představení zkomponoval svou první scénickou hudbu Edvard Schiffauer a tu později předkládal při přijímacích zkouškách na Akademii múzických umění.
Za zhruba 1,5 měsíce (21. března 1963) měla premiéru hra Šlápoty. S tímto představením se soubor ve dnech 20. až 23. června 1963 účastnil Ústřední přehlídky souborů malých jevištních forem v Ústí nad Labem. Patřilo zde k nejlepším a soubor byl vybrán k účasti na festivalu Jiráskův Hronov, jehož se v srpnu téhož roku zúčastnil a i zde sklízel úspěchy. Navíc Pavel Veselý a Luděk Nekuda si odnesli uznání za autorskou práci.

### Rok 1964
Poslední říjnový den roku 1963 měl premiéru PF Kabaret pro štěstí a v březnu 1964 poetické pásmo sestavené Václavem Peřichem z knihy Saint-Exupéryho Malý princ doplněné verši Jiřího Ortena a Jany Štroblové. Dílko se jmenovalo Malý princ.
Ve dnech 17. až 26. května 1964 se v pražském divadle Na zábradlí konala Přehlídka amatérského kabaretu a divadla poezie. Soubor Divadélka Pod okapem zde uvedl svá dvě díla, a sice Šlápoty a PF Kabaret pro štěstí. V květnu téhož roku se zúčastnili Celostátní přehlídky malých jevištních forem STMP – Šrámkův Písek. A mezi 5. a 13. zářím roku 1964 se zúčastnili i IV. Mezinárodního festivalu studentských divadel v jugoslávském Záhřebu. Na všech těchto festivalech sklízeli velký úspěch.

### Rok 1965
Roku 1965 soubor mění zřizovatele, působiště i název na Divadélko Okap. Uskupení se stalo scénou Parku kultury a oddechu v hale P na Černé louce a stalo se poloprofesionálním divadlem.

## Orchestr
Představení divadla doprovázela kapela tvořená:
- Luděk Nekuda – trubka
- Edvard Schiffauer – pozoun, klavír
- Pavel Veselý – klarinet

Později uskupení doplnili další hráči a kapela se dopracovala až k jazzové skupině. Jako Jazz sextet Okap vyhráli Československý amatérský jazzový festival v Přerově a nahráli řadu skladeb pro ostravský rozhlas. Uskupení hrálo ve složení:
- Radek Pobořil
- Petr Král
- Josef Kostřiba
- Antonín Cink
- Petr Marcol
- Rudolf Březina

## Soubor
Členy Divadélka Pod okapem byli:
- Ivan Binar
- Zuzana Majvaldová
- Věra Manová
- Luděk Nekuda
- Petr Paprstein
- Edvard Schiffauer
- Milena Šajdková
- Pavel Veselý

## Představení

### H3PO4- leptám, leptáš, leptá
Volný sled scének, aforismů, písní a krátkých povídek v duchu studentské recese.
- Napsali: M. Hrdina, Edvard Schiffauer, Pavel Veselý, Luděk Nekuda
- Hudba: Pavel Veselý, Edvard Schiffauer (představení doprovázela rytmická skupina Vlastnosti kyseliny fosforečné)
- Výprava: Jiří Veselý, Ivan Binar
- Režie: G. Doležálek
- Hráli: M. Chovancová, K. Otisková, Zuzana Majvaldová, J. Hrnčíř, Luděk Nekuda, G. Doležálek, Petr Podhrázký, Edvard Schiffauer, Pavel Veselý (úplně první představení ještě v Kabaretním studiu hráli Edvard Schiffauer, J. Podlovský, Luděk Nekuda, G. Doležálek, A. Halvová, K. Otisková, Pavel Veselý a Zuzana Majvaldová)

Premiéra: 19. listopadu 1961.

### Černá bedýnka
Dílo Ludvíka Aškenazyho převedené na divadelní jeviště ve formě pásma veršů, songů a balad.
- Hudba: Edvard Schiffauer a Pavel Veselý
- Výprava: Jiří Veselý
- Režie: Petr Paprstein
- Hráli: Floriánová, Honskusová, M. Chovancová, Luděk Nekuda, Petr Podhrázký a Pavel Veselý
- Zpívaly: Manová, Zuzana Majvaldová

Premiéra: 30. listopadu 1961.

### Ta rakev
Kabaret vypráví příběh, kdy se na Ostrově ztroskotanců v Souostroví ztracených korálů ocitnou dvě osoby, a to Trosečník s Pátkem. Posléze k nim přibude dalších osm ztroskotanců se svými životními příběhy. Skupina jednoho dne zaslechne z rozhlasu zprávu, že se plánuje pokusné svržení AB bomby a uvědomí si, že to má být na jimi právě obývaný Ostrov ztroskotanců. Bomba nakonec sice spadne jinam, ale oslava toho má hořkou příchuť, že někam přece spadnout musela.
- Napsali: Pavel Veselý, Edvard Schiffauer, Luděk Nekuda
- Texty písní: Petr Podhrázký, Pavel Veselý, Luděk Nekuda, Ivan Binar a M. Hrdina
- Hudba: Pavel Veselý, Edvard Schiffauer (písně doprovázel Jazztet divadélka Pod okapem, který řídil R. Kanclíř)
- Výprava: Jiří Veselý, Ivan Binar
- Technické vedení: Petr Ullmann
- Režie: Petr Paprstein
- Hráli: M. Beránková, Věra Manová, K. Otisková, Zuzana Majvaldová, Petr Paprstein, Ivan Binar, Petr Podhrázký, Luděk Nekuda, Edvard Schiffauer a Pavel Veselý

Premiéra: 22. března 1962.

### Ještě se ohlédnout
Kabaret zinscenovaný na základě sbírky poezie Vítězslava Nezvala.
- Výprava: Jiří Veselý
- Světla: Petr Ullmann
- Doprovází: Edvard Schiffauer (klavír), Miroslav Miencil (violoncello), Petr Miencil (housle) a Jiřina Kublová (flétna)
- Režie: Petr Paprstein
- Hráli: Honskusová, Luděk Nekuda, Petr Paprstein, Václav Peřich a Pavel Veselý

Premiéra: 7. února 1963.

### Šlápoty
Hlavní postavou díla je mladý muž Adam, který hledá svůj pevný bod (smysl života). Dále se zde vyskytuje Sokrates, a to jako dokonalý popleta, jehož různá přeřeknutí vedou k ironizování politické situace. Adam svůj pevný bod nakonec nachází v lásce k Evě.
- Hudba: Pavel Veselý a Edvard Schiffauer
- Výprava: Jiří Veselý
- Světla: Petr Ullmann
- Doprovázeli: A. Buksa, Milan Gargula, Josef Skřehota a Edvard Schiffauer
- Režie: Petr Paprstein
- Hráli a zpívali: Zuzana Majvaldová, J. Rečková, Milena Šajdková, Ivan Binar, Luděk Nekuda, Petr Paprstein a Pavel Veselý

Premiéra: 21. března 1963

### PF Kabaret pro štěstí
Ve hře se vyskytovaly osoby hrobníka, filozofa, šaška a dvou měštěk. Výrazná část jejího děje se odehrává na hřbitově.
- Napsali: Pavel Veselý a Luděk Nekuda
- Texty písní: Pavel Veselý, Petr Ullmann, Luděk Nekuda a Petr Podhrázký
- Doprovázeli: A. Buksa, Edvard Schiffauer, Milan Gargula, Josef Skřehota a Erich Vybíral
- Režie: Petr Paprstein
- Hráli: Milena Šajdková, Zuzana Majvaldová, Petr Paprstein, Pavel Veselý a Luděk Nekuda

Premiéra: 31. října 1963

### Malý princ
Poetické pásmo sestavené na základě úryvků z knihy Antoine de Saint-Exupéryho Malý princ a doplněné básněmi Jiřího Ortena a Jany Štroblové.
- Sestavil: Václav Peřich
- Scénická hudba: Edvard Schiffauer
- Doprovázeli: A. Buksa, Edvard Schiffauer, Milan Gargula, Josef Skřehota a Erich Vybíral
- Režie: Petr Paprstein
- Hráli: Milena Šajdková, Zuzana Majvaldová, Petr Paprstein, Pavel Veselý a Luděk Nekuda

Premiéra: březen 1964

### Text-appeal
Stálou součástí programů divadélka byly text-appealy, kdy každý byl svou premiérou a zároveň též i derniérou. Vždy měly vlastní název. První se jmenoval Za pralinku a vstupným na toto představení byla jedna čokoládová pralinka. Text-appely se konaly minimálně dvakrát ročně a někdy dokonce i ve studiové scéně Divadla Petra Bezruče (v tzv. Sklepě).

## Kompaktní disk
V roce 2003 vydal Radioservis (vydavatelství Českého rozhlasu) na kompaktním disku písničky z Divadélka Pod okapem.

### Seznam písní
1. Cesty
2. Černobílý klapky
3. Jednou ráno
4. Pohádka
5. Zapárpiv blues
6. Podivnost
7. Adam
8. Blues pro Josefa Skřehotu
9. Dítě, moje dítě
10. 8. listopadu
11. Střelil jsem na pianistu
12. Poslední sbohem
13. Slavík 1.
14. Slavík 2.